# 古川玲
古川 玲（ふるかわ れい、1980年6月12日 - ）は、日本の女性声優。マウスプロモーション所属。長崎県出身。

## 人物
以前はアーツビジョンに所属していた。
方言は長崎、熊本、福岡。
趣味は茶道、クラシックバレエ、ブーメラン、格闘技観戦、読書。特技は編み物、着物着付け。

## 出演

### テレビアニメ
- ジュエルペット きら☆デコッ!（2012年、動物）
- ONE PIECE（国民）
- ダンス・ダンス・ダンスール（2022年、講師）
- シンカリオン チェンジ ザ ワールド（2024年、中谷ヒキノ）

### ゲーム
- ウィッチャー3 ワイルドハント（プリシラ）
- 御城プロジェクト:RE（天神西舘、中村舘、相馬中村城）
- ファイアーエムブレムif（2015年、ユウギリ）
- 魔法使いと黒猫のウィズ（2017年、ヴァヌスス、シガ）
- ファイアーエムブレム ヒーローズ（2023年、ユウギリ[3]）

### Webアニメ
- マウスどうぶつえん（2018年、クロネコのれい）

### ドラマCD
- MAUSU THEATER

### 吹き替え

#### 映画（吹き替え）
- ゴートゥーヘル（マーローの妻）
- ザ・ワーズ 盗まれた人生（ドラ・ジャンセン〈ゾーイ・サルダナ〉[4]）
- 6TRAP（エイミー）
- ジャングル・チェイス
- ダブルヘッド・ジョーズ（アン・バビッシュ〈カルメン・エレクトラ〉）
- 沈黙の復讐（ドミトリ妻、ニナ）
- ローマ法王の休日（精神科医の女〈マルゲリータ・ブイ〉、ジュリオ）

#### ドラマ
- iCarly
- スターゲイト SG-1 シーズン6（女技師、女レポーター、少年）
- 続ハリーズ・ロー 裏通り法律事務所
- デクスター 〜警察官は殺人鬼（リサ、ミンディ、エリン）
- デスパレートな妻たち7
- パレーズ・エンド（ブリジット）
- ペク・ドンス（パク氏、チャンミ、貞純王后、デジュの妻）
- ミディアム4 霊能者アリソン・デュボア
- ミディアム7 最終章（ステイシー・マッキー〈アビー・コッブ〉）
- 名探偵ポワロ 三幕の殺人
- レバレッジ 〜詐欺師たちの流儀 シーズン4 #5（エミリー）

#### アニメ
- おさるのジョージ

### 映画
- 陽はまた昇る

### テレビ
- 相棒

### 舞台
- 嫁ぐ日（寝取られ宗助）(ミツ子役)
- 鹿鳴館(女中／捨松)
- 別役実 眠れる森の美女(女2役)
- （詠み芝居）『天切り松 闇語り』より
- ハツカネズミと人間(ジェシカ役)
- ハムレット(旅芸人役)
- 龍神山の物語(小政役)
- 荒木又右衛門 ～決闘！鍵屋の辻～(荒木みね役)
- 真夏の夜の夢(ハーミア役)
- ぼくの好きな先生[5]